# Reinold Wiedemeijer
Reinold Wiedemeijer (Velden, 21 oktober 1967) is een Nederlands voormalig voetbalscheidsrechter, die in de Eredivisie, Eerste divisie en KNVB beker floot. Wiedemeijer stond op de A-lijst, de hoogste categorie voor scheidsrechters van de KNVB.

## Carrière
Hij groeide op in het Limburgse Meerlo, waar hij bij de plaatselijke amateurclub SV Meerlo uitgroeide tot een veelscorende aanvaller. Zo trok hij in 1988 de belangstelling van eerstedivisionist Helmond Sport waar hij een seizoen bij de selectie van het eerste elftal hoorde. Een profdebuut bleef uit en Wiedemeijer maakte zijn rentree bij SV Meerlo, waarmee hij in 1990 voor het eerst in de clubgeschiedenis naar de derde klasse promoveerde. De clubtopscorer verkaste vervolgens naar hoofdklasser SV Venray. In 1992 keerde Wiedemeijer terug  bij SV Meerlo, waar hij vanaf 1993 ook nog twee jaar als speler/trainer actief was.
Wiedemeijer floot in mei 2003 zijn eerste wedstrijd in de Eredivisie. Vanaf 2004 leidde Wiedemeijer ook de zwaardere duels in de Eredivisie. Hij was ook internationaal actief, als extra assistent (de vijfde en zesde official) of vierde official.
In november 2016 scheurde Wiedemeijer zijn hamstring tijdens een conditietest van de KNVB. Hierdoor floot hij ruim een jaar geen wedstrijden in het betaald voetbal. In december 2017 maakte hij zijn rentree. Vier maanden later besloot hij echter alsnog te stoppen met het fluiten van professionele wedstrijden, omdat hij het risico op nieuwe blessures te groot vond.
Wiedemeijer behaalde het UEFA A trainersdiploma. Nadat hij het team van zijn zoon getraind had, werd hij in 2022 assistent bij SV United, waar Meerlo in opgegaan was. In het seizoen 2023/24 was Wiedemeijer trainer van Vitesse '08 in de vierde klasse. In maart 2024 werd hij op non-actief gesteld bij de club uit Gennep.

## Overig
Wiedemeijer is een fervent hardloper en golfer.

## Balans
| Land               | Competitie                            | Gefloten wedstrijden | Kreeg geel | Kreeg voor de tweede keer geel en dus rood | Weggestuurd | Strafschoppen |
| ------------------ | ------------------------------------- | -------------------- | ---------- | ------------------------------------------ | ----------- | ------------- |
| Vlag van Nederland | Eredivisie                            | 217                  | 719        | 26                                         | 52          | 74            |
| Vlag van Nederland | Eerste divisie                        | 100                  | 319        | 11                                         | 16          | 22            |
| Vlag van Nederland | KNVB Beker                            | 22                   | 53         | 5                                          | 6           | 8             |
| Vlag van Nederland | Play-offs promotie/degradatie         | 8                    | 25         | 0                                          | 3           | 4             |
| Vlag van Nederland | Eredivisie play-offs Europees voetbal | 3                    | 7          | 2                                          | 0           | 1             |
| Vlag van België    | Jupiler Pro League                    | 5                    | 19         | 1                                          | 2           | 2             |
| Vlag van België    | Proximus League                       | 1                    | 4          | 2                                          | 0           | 0             |
| Vlag van België    | Jupiler Pro League play-off II        | 1                    | 3          | 0                                          | 0           | 0             |